# Puccinia distichlidis
Puccinia distichlidis ist eine Ständerpilzart aus der Ordnung der Rostpilze (Pucciniales). Der Pilz ist ein Endoparasit von Gilbweiderich (Lysimachia) und Strand-Milchkraut (Glaux maritima) sowie Spartina-Süßgräsern. Symptome des Befalls durch die Art sind Rostflecken und Pusteln auf den Blattoberflächen der Wirtspflanzen. Sie kommt in weiten Teilen Nordamerikas vor.

## Merkmale

### Makroskopische Merkmale
Puccinia distichlidis ist mit bloßem Auge nur anhand der auf der Oberfläche des Wirtes hervortretenden Sporenlager zu erkennen. Sie wachsen in Nestern, die als gelbliche bis braune Flecken und Pusteln auf den Blattoberflächen erscheinen.

### Mikroskopische Merkmale
Das Myzel von Puccinia distichlidis wächst wie bei allen Puccinia-Arten interzellulär und bildet Saugfäden, die in das Speichergewebe des Wirtes wachsen. Die Aecien der Art besitzen 18–27 × 15–24 µm große, hyaline Aeciosporen mit runzliger Oberfläche. Die gelben Uredien des Pilzes wachsen oberseitig auf den Wirtsblättern. Ihre hell gelblichen Uredosporen sind 26–33 × 23–28 µm groß, kugelig breitellipsoid und fein stachelwarzig. Die blattoberseitig wachsenden Telien der Art sind schwärzlich und früh offenliegend. Die hell kastanienbraunen Teliosporen sind zweizellig, in der Regel länglich lanzettförmig und 42–64 × 21–27 µm groß. Ihre Stiele sind golden und bis zu 115 µm lang.

## Verbreitung
Das bekannte Verbreitungsgebiet von Puccinia distichlidis umfasst das gemäßigte Nordamerika.

## Ökologie
Die Wirtspflanzen von Puccinia distichlidis sind für den Haplonten Gilbweiderich (Steironema spp.) und Strand-Milchkraut (Glaux maritima) sowie Spartina gracilis und S. pectinata für den Dikaryonten. Der Pilz ernährt sich von den im Speichergewebe der Pflanzen vorhandenen Nährstoffen, seine Sporenlager brechen später durch die Blattoberfläche und setzen Sporen frei. Die Art verfügt über einen Entwicklungszyklus mit Telien, Uredien, Aecien und Spermogonien und macht einen Wirtswechsel durch.